# Jack Rowley
John Frederick Rowley (Wolverhampton, 7 ottobre 1920 – Shaw, 28 giugno 1998) è stato un allenatore di calcio e calciatore inglese, di ruolo attaccante.

## Carriera

### Giocatore

#### Club
Ha cominciato la sua carriera calcistica sotto la guida del coach Major Frank Buckley nella squadra locale, tuttavia è stato il Bournmouth a farlo debuttare in campionato.
Nel 1937 ha firmato per il Manchester United, con Walter Crickmer (Manager dello United) per un costo di £ 3.000, a 17 anni. Ha fatto il suo debutto per The Reds appena sedici giorni dopo il suo 18 ° compleanno, mercoledì 23 ottobre 1937 in una vittoria per 1-0 contro lo Sheffield. Tale era il suo fiorente talento che lo porta dopo subito a segnare gol, ne fece addirittura quattro in una vittoria 5-1 contro lo Swansea City. In questa prima stagione il giovane attaccante o ala ruolo dove giocò nella sua prima stagione, segnò nove reti in venticinque presenze.
Dal 1945 dopo la guerra l'allenatore del Manchester fu Sir Matt Busby.
Nei successivi otto anni Rowley terrà per il Manchester United il record di 30 reti in 40 partite in una stagione, nel 1951-52, il suo record venne superato dal prolifico Dennis Viollet nel 1960. In tutto con la maglia del Manchester segnò 211 gol in 424 partite ed è ancora oggi il quarto miglior marcatore di sempre nei Reds.
Anche se la seconda guerra mondiale ha rubato a Jack Rowley sei anni del suo calcio, non si è fermato e giocò alcune partite con gli Spurs, Wolves e l'Irish side Distillery. Durante questi anni di guerra ha segnato sette reti per gli Spurs in una partita e poi solo una settimana dopo ne segnò 8 per i Wolves.
Negli anni del dopo guerra dominò la scena con il Manchester vincendo un campionato nel 1951-52, una FA Cup nel 1947-48 e un Charity Shield nel 1952.

#### Nazionale
Anche se fu piuttosto prolifico in campionato con la Nazionale inglese ha disputato 6 partite andando a segno 6 volte.

### Allenatore
Jack Rowley nel 1954 si trasferì ai Plymouth Argyle dove fece il giocatore-allenatore viste le sue capacità in entrambi i ruoli. La sua carriera nel mondo da allenatore lo vide allenare l'Oldaham Athletic (due volte), Wrexham, Bradford e i giganti olandesi dell'Ajax nel 1963-64.

### Dopo il ritiro
Ironia della sorte, in pensione dal gioco Rowley si ritrovò a lavorare con il suo grande amico Stan Pearson come postino per l'ufficio postale di Prestbury.
Rowley morì il 28 giugno 1998 all'età di 77 anni.

## Statistiche
| Competizione  | Squadra           | Presenze | Gol |
| ------------- | ----------------- | -------- | --- |
| Totale        | Bournemouth       | 22       | 12  |
| Premiership   | Manchester United | 0        | 0   |
| Division 1    | Manchester United | 355      | 173 |
| Division 2    | Manchester United | 25       | 9   |
| FA Cup        | Manchester United | 42       | 26  |
| Altre partite | Manchester United | 2        | 3   |
| Totale        | Manchester Utd    | 424      | 211 |
| Totale        | Plymouth          | 56       | 14  |
| Totale        |                   | 502      | 237 |
| Nazionale     | Inghilterra       | 6        | 6   |

### Presenze e reti nel Manchester United in dettaglio
| Stagione | Squadra        | Division1 | Division1 | Division2 | Division2 | FA Cup   | FA Cup | Totale   | Totale |
| Stagione | Squadra        | Presenze  | Gol       | Presenze  | Gol       | Presenze | Gol    | Presenze | Gol    |
| -------- | -------------- | --------- | --------- | --------- | --------- | -------- | ------ | -------- | ------ |
| 1937-38  | Manchester Utd | -         | -         | 25        | 9         | 4        | 0      | 29       | 9      |
| 1938-39  | Manchester Utd | 38        | 10        | -         | -         | 1        | 0      | 39       | 10     |
| 1945-46  | Manchester Utd | -         | -         | -         | -         | 4        | 2      | 4        | 2      |
| 1946-47  | Manchester Utd | 37        | 26        | -         | -         | 2        | 2      | 39       | 28     |
| 1947-48  | Manchester Utd | 39        | 23        | -         | -         | 6        | 5      | 45       | 28     |
| 1948-49  | Manchester Utd | 39        | 20        | -         | -         | 8        | 9      | 47+1     | 30+1   |
| 1949-50  | Manchester Utd | 39        | 20        | -         | -         | 5        | 3      | 44       | 23     |
| 1950-51  | Manchester Utd | 39        | 14        | -         | -         | 3        | 1      | 42       | 15     |
| 1951-52  | Manchester Utd | 40        | 30        | -         | -         | 1        | 0      | 41       | 30     |
| 1952-53  | Manchester Utd | 26        | 11        | -         | -         | 4        | 3      | 30+1     | 14+2   |
| 1953-54  | Manchester Utd | 36        | 12        | -         | -         | 1        | 0      | 37       | 12     |
| 1954-55  | Manchester Utd | 22        | 7         | -         | -         | 3        | 1      | 25       | 8      |

## Palmarès

### Giocatore

#### Competizioni nazionali
- Coppa d'Inghilterra: 1

Manchester United: 1947-1948
- Campionato inglese: 1

Manchester United: 1951-1952
- Charity Shield: 1

Manchester United: 1952

### Allenatore

#### Competizioni nazionali
- Third Division: 1

Plymouth: 1958-1959